# 仕送り暮らしの男
仕送り暮らしの男 (しおくりぐらしのおとこ、英：remittance man、リミッタンスマン）とは、イギリス本国の家族や親族からの定期的な仕送りにより生活を支えられながらイギリス国外に滞在する者のことである。家族にとって望ましくない存在であり、多くの場合はイギリス植民地への移民となった。なお、remittanceとは「送金」の意である。

## 概要
カナダ百科事典によればリミッタンスマンとは「かつて、特に第一次世界大戦より以前の西部で広く使われていた用語で、通常は帰国して家族の恥の原因にならないように、イギリスの家族から送金された資金でカナダに住んだ移民を指す」とある。
オックスフォード英語辞典によればさらに「家庭で好ましくないと考えられる者に対して、あるいは比喩的に」用いられるとし、リミッタンスマンという用語は1874年に植民地時代の用語として使用されたものがあり、T・S・エリオットの1958年の戯曲「エルダー・ステイツマン」では主人公の息子が仕事を見つけようとする父親の試みに抵抗する場面で「ロンドンから来たやつを皆が嘲笑するような場所だ。ある仕事なんてそのライミー（イギリス人を侮蔑した呼称）のリミッタンスマン向けのものばかりだ」とある。オックスフォード英語辞典は「リミッタンサー（remittancer）」も挙げるが、この用語は1750年のものである。

## 事例
ビクトリア朝のイギリス社会では、リミッタンスマンは通常、イギリス本国から他の地域に追いやられ、相応の送金を見返りに本国から遠ざけられる上流階級や中流階級の者であって、家族にとっての黒い羊であった。一般には自堕落か酔っぱらいで、本国で恥を晒したのちに海外に追いやられるというのが典型例であった。ハリー・グレイ伯爵はその一例で、下層市民と結婚したことや酒とギャンブルで身を持ち崩したことで、彼は伯爵位を継ぐまで南アフリカに追いやられていた。
歴史学者のモニカ・リコはNature's Noblemen（2013）の中で、この手の人々が1880年代にどのように出現したかを説明しており、「イギリスで成功できなかった仕送り暮らしの男（リミッタンスマン）は、イギリスのエリートの男らしさが近代世界ではまったく役に立たなかったことを象徴していた」。彼が何処へ行くべきかはひとつの大きく開かれたクエスチョンであり、大英帝国は、カナダ、オーストラリア、ニュージーランド、アフリカの植民地などに広々とした空間と、救済の可能性を提供していた。アメリカ西部も適切な目的地だと考える者もいた。「仕送り暮らしの男（リミッタンスマン）は、その脆弱さにおいて、イギリス男の男らしさがイギリスの内外で危機に瀕しているという、文化的な恐怖を象徴していた」とモニカ・リコは結論付けている。
カナダ西部はリミッタンスマンが多かったといい、ジャーナリストのリロイ・ヴィクター・ケリー（1880-1956）は『The Range men:Pioneer ranchers of Alberta』（1913）の中で彼らの物語を記録している。「普通の西部のカナダ人の考えでは、仕送り暮らしのリミッタンスマンは裕福なイギリス人であり、彼らは祖国で失敗したことが明らかな者であり、静かに自殺するか、可能であれば再生を図るため、未開の土地に送り込まれた」者たちであって、彼らは屈強な牧場主や初期の入植者たちにとって「永遠の娯楽と個人的な利益」の源であって、「カウボーイのジョークの当然の標的」であった。リミッタンスマンは誰からも軽蔑され、「徹底的な軽蔑」さえ受け、詐欺師や大ぼら吹きからは簡単に狙われると考えられていた。しかし実際にはユーコン準州の王立カナダ騎兵警察に参加することで自らの人生を勝ち取った者もいた。
送金暮らしの男のすべてが自堕落で恥辱的だと見なされたわけではない。イギリスでは1925年までは遺産相続法により長子が財産を相続し、他の者は自分の財産をそれ以外の方法で見つけることになっていたため、地主階級や貴族の子どもの中にも普通に移民を選ぶ者がいた。作家のモリス・カフキーはコロラド州ウェストクリフのウェットマウンテン峡谷の最初期の移民たちについて1966年に次のように記している。

他の冒険的な人々も続き、次の移住者はイギリス人であった。彼らもまた自営農園を経営した。これら新参者の多くはイギリスの著名な家族のリミッタンスマンであり、この状況によって、一部の人はこの地域のことを「次男の谷」と呼ぶようになった。何年もの間、渓谷の多くの牧場や農場では、誰もが（イギリス流の）High tea（午後のお茶、あるいは夕食）が楽しめるよう、午後４時きっかりに活動が停止されてきた。

彼はまたサロン（社交場）よりサルーン（西部流の酒場）に馴染んだ人々についても言及している。